# Шидлов (железопътна гара)
Шидлов (на полски: Szydłów) е железопътна гара в Шидлов, Южна Полша.
Разположена е на железопътна линия 287 (Ополе Запад – Ниса) и железопътна линия 329 (Шидлов – Липова Шльонска).